# Lasiargus
Lasiargus là một chi nhện trong họ Linyphiidae.